# Samsung Galaxy S III
El Samsung Galaxy S III (GT-i9300) és un telèfon intel·ligent pissarra multitàctil de Samsung Electronics que funciona amb el sistema operatiu Android anunciat per Samsung. Conté característiques de programari addicional, maquinari ampliat, i un disseny redissenyat del predecessor, el Samsung Galaxy S II. El dispositiu va ser llançat amb l'Android 4.0.4 "Ice Cream Sandwich", i pot ser actualitzat a Android 4.1.2 "Jelly Bean". El successor del telèfon, el Samsung Galaxy S4, va ser anunciat el 14 de març de 2013 i llançat el mes següent.
Després d'una fase de desenvolupament de 18 mesos, Samsung va anunciar  l'S III el 3 de maig de 2012. El dispositiu va ser llançat a 28 països europeus i de l'Orient Mitjà el 29 de maig de 2012, abans de ser progressivament llançat a altres grans mercats el juny de 2012. Abans del llançament, Nou milions de reserves van tenir lloc a més de cent operadors a nivell mundial. El llançament de l'S III va tenir lloc en aproximadament 300 carriers
 de prop de 150 països al juliol de 2012. Es van vendre més de 20 milions d'unitats entre els primers 100 dies del llançament. Samsung n'ha venut des de llavors prop de 50 milions d'unitats.
A causa de la gran demanda i el problema de fabricació de la versió blava del telèfon, i va haver-hi una gran escassetat de S III, especialment als Estats Units. D'altra banda,  l'S III va tenir una bona rebuda comercial i de la crítica, que s'augurava com l'«iPhone killer». El setembre de 2012, TechRadar va descriure com el número 1 de la llista dels vint millors telèfons mòbils, com la revista Stuff, que igualment també va situar el dispositiu com el núm. 1 de la seva llista dels deu millors telèfons intel·ligents el maig de 2012. El dispositiu també va guanyar el premi European Mobile Phone of 2012–13 de l'European Imaging and Sound Association, i el premi Phone of the Year de la revista T3 el 2012.
Va tenir un major paper en augmentar el rècord de beneficis d'explotació de Samsung durant el segon trimestre del 2012. El novembre de 2012, el Galaxy S III és part d'una demanda de perfil alt entre Samsung i Apple. El novembre de 2012, l'empresa de recerca Strategy Analytics va anunciar que el Galaxy S III havia superat l'Apple iPhone 4S i en va fer el model de telèfon intel·ligent més venut del món al tercer trimestre de 2012. El Samsung Galaxy S III va ser el telèfon oficial dels Jocs Olímpics de Londres 2012.

## Història

### Fase de disseny
Els treballs de disseny de l'S III van començar a la fi de l'any 2010 sota la supervisió de Chang Dong-hoon, el vicepresident de Samsung i cap del Grup de Disseny de Samsung Electronics. Des de l'inici, el grup de disseny va concentrar en una tendència que Samsung anomena orgànic, que suggereix que un disseny prospectiu hauria de reflectir els elements naturals com el fluid d'aigua i el vent. Alguns dels resultats d'aquests dissenys van ser l'esquema corbilini del telèfon i el seu efecte de «Water Lux"» en la pantalla inicial, on les passades amb el dit provoquen onades d'aigua.
A través del proccés de disseny de divuit mesos, Samsung va implementar estrictes mesures de seguretat per mantenir secret el disseny fins al seu llançament. Els dissenyadors van treballar alhora en tres prototips que s'actuava en relació amb cadascun d'aquests com a producte final. Va ser necessari una duplicació constant de l'esforç per repetir cada procés per als tres prototips. Es va prohibir prendre'n fotografies, que estaven tancats en laboratoris separats accessibles només pels dissenyadors principals; els treballadors de l'empresa els van transportar ells mateixos en comptes de proveïdors de tercers. «Perquè només nosaltres tenim permís de veure els productes i els altres no,» va explicar l'Enginyer Principal Lee Byung-Joon, «no podíem enviar blueprints. Havíem d'explicar el Galaxy S III amb tot tipus de paraules." Malgrat les mesures de seguretat, les especificacions d'una de les tres unitats van ser filtrades pel lloc web vietnamita Tinhte, però no va 
Malachi Kirby el disseny escollit.
Les especulacions generals del públic i els mitjans de comunicació en relació amb les especificacions del dispositiu van començar a guanyar impuls diversos mesos abans de l'anunci formal el maig de 2012. El febrer de 2012, abans del Mobile World Congress a Barcelona, Catalunya, hi va haver rumors que el dispositiu podria incorporar un processador de quatre nuclis d'1,5 GHz, una pantalla de 1080p (1.920×1.080 píxels) de resolució, una càmera posterior de 12 megapíxels i pantalla tàctil HD Super AMOLED Plus. Els rumors més precisos van incloure 2 GB de memòria d'accés aleatori (RAM), 64 GB d'emmagatzematge internal, 4G LTE, una pantalla de 4,8 polzades (120 mm), una càmera posterior de 8 megapíxels, i un xassís de 9 mm de gruix. Samsung va confirmar l'existència del successor del Galaxy S II el 5 de març de 2012, però no va ser fins a l'abril de 2012 que el Vicepresident Senior de Samsung Robert Yi va confirmar que el nom del telèfon seria Samsung Galaxy S III.

### Llançament

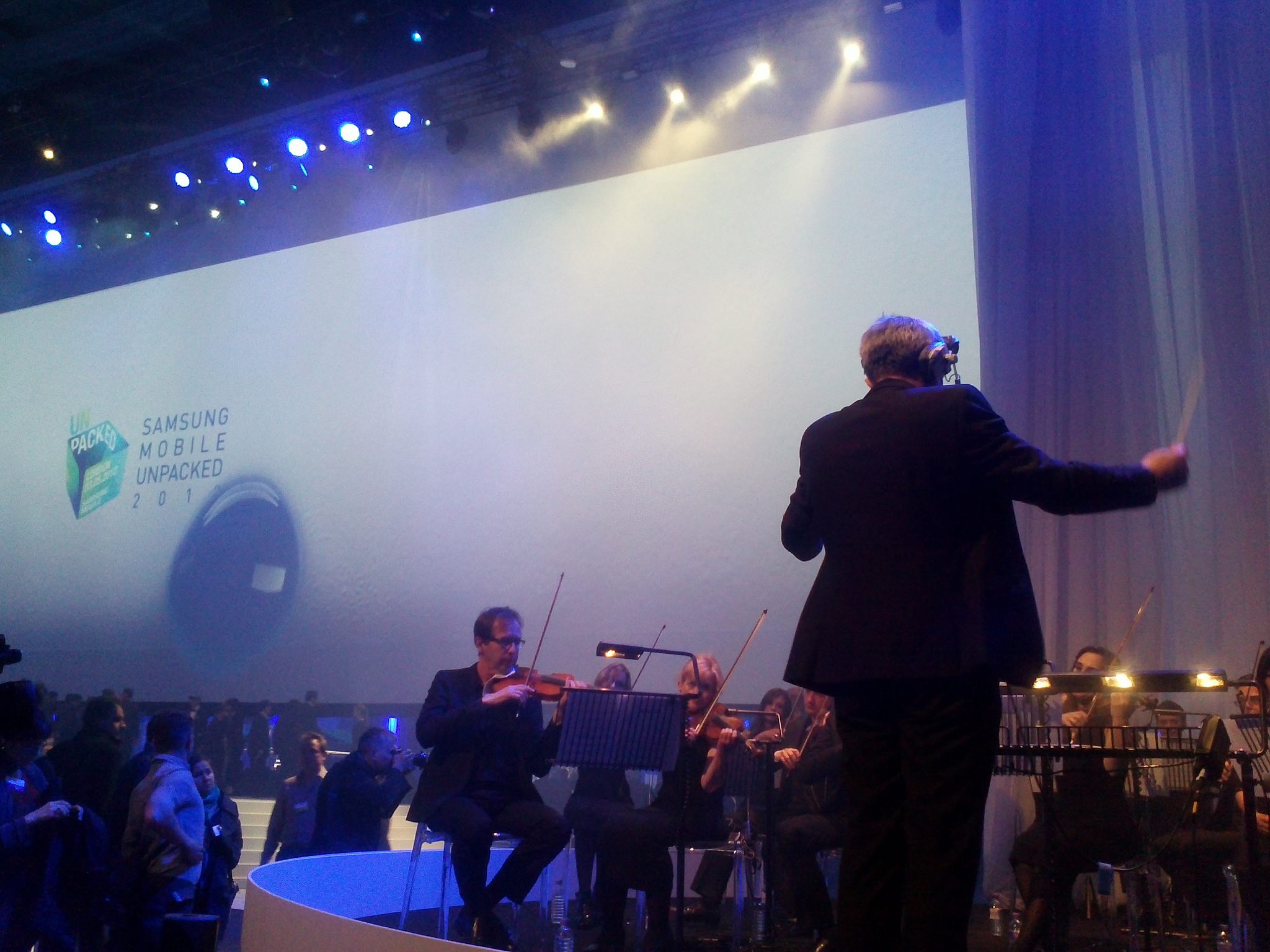
El Galaxy S III va ser llançat al Samsung Mobile Unpacked 2012 (3 de maig de 2012).

Després de convidar els periodistes a mitjan d'abril, Samsung va llançar el Galaxy S III durant l'esdeveniment Samsung Mobile Unpacked 2012 a l'Earls Court Exhibition Centre a Londres, el 3 de maig de 2012, en comptes de presentar els seus productes a principi d'any al World Mobile Congress o el Consumer Electronics Show. Una explicació per aquesta decisió és que Samsung volia minimitzar el temps entre el llançament i la disponibilitat. L'esdeveniment del discurs d'una hora ho feu Loesje De Vriese, director de màrqueting de Samsung Bèlgica.

## Característiques

### Programari i serveis
El Galaxy S III utilitza el sistema operatiu mòbil Android de Google, introduït comercialment el 2008. La seva interfície gràfica d'usuari (GUI) TouchWiz "Nature UX"—que està influït per la tendència del client "orgànic"
 — és més interactiu que els GUIs anteriors de Samsung, amb l'important afegiment de l'efecte "Water Lux", que produeix onades d'aigua amb el contacte. Per complementar a la interfície TouchWiz, i com a resposta al Siri d'Apple, el telèfon introdueix el S Voice, l'assistent intel·ligent personal de Samsung.  l'S Voice pot reconèixer vuit idiomes incloent l'anglès, el coreà i el francès. Basat en Vlingo,  l'S Voice proporciona a l'usuari el control verbal de 20 funcions com reproduir una cançó, configurar l'alarma, o activar el mode de navegació; que es basa en el Wolfram Alpha per les cerques en línia.
L'S III ve amb l'Android versió 4.0.4, anomenat "Ice Cream Sandwich", que va esdevenir comercialment disponible el març de 2012 amb el Nexus S i el Galaxy Nexus. Ice Cream Sandwich té una refinada interfície d'usuari, majors capacitats de fotografia, característiques de seguretat i connectivitat. A mitjans de juny de 2012, Google va desvelar l'Android 4.1 "Jelly Bean", que utilitza Google Now, un assistent de veu semblant al S Voice, i incorpora altres canvis en el programari. Samsung va instal·lar el Jelly Bean en  l'S III realitzant alguns canvis de maquinari d'última hora al telèfon en alguns mercats. Les actualitzacions del Jelly Bean van començar a desplegar-se en els S IIIs en països europeus seleccionats, i a T-Mobile als Estats Units en novembre. El 17 d'octubre, Samsung va anunciar, que els S IIIs estatunidencs serien actualitzats a Android 4.1 Jelly Bean "en els pròxims mesos". Samsung va empènyer l'Android 4.1.2 Jelly Bean a la versió internacional de l'S III el desembre de 2012. La versió LTE del S3 ve amb Android 4.1.2 Jelly Bean precarregat.  l'S III és també compatible amb CyanogenMod 10, un microprogramari personalitzat que implementa les característiques de Jelly Bean.
L'S III ve amb una multitud d'aplicacions preinstal·lades, incloent-hi els estàndards d'Android com YouTube, Google+, Voice Search, Google Play, Gmail, Map, i Calendar, a part de les aplicacions específiques de Samsung- com ChatON, Game Hub, Video Hub, Social Hub i Navigation. Per abordar el fet que els usuaris de l'iPhone són reticents a passar-se a Android perquè SO no és compatible amb iTunes, des del juny de 2012 Samsung va oferir als cusumidors de la sèrie Galaxy l'aplicació Easy Phone Sync per facilitar la transferència de música, fotos, vídeos, podcasts, i missatges de text d'un iPhone a un dispositiu Galaxy. L'usuari pot accedir a Google Play, un servei de contingut multimèdia de distribució digital exclusiu d'Android, per descarregar aplicacions, pel·lícules, música, programes de TV, videojocs, llibres i revistes.
El ChatON compta amb característiques bàsiques com són el registre automàtic d'amics, xat de text i lliurament de contingut multimèdia, i van proporcionar noves característiques com el My Page, xat de veu/vídeo i traducció. La funció principal de ChatON està dividit en Multimèdia, Xat de Grup, Tronc, i Missatge Animat. ChatON pot enviar text, imatge, vídeo i so com a multimèdia. Els usuaris utilitzen un perfil personal a My Page. Poden crear sales de xat en grup només seleccionant més que dos amics. Tots els continguts que han sigut compartits en cada xat són desats en cada tronc. El Missatge Animat converteix alguns dibuixos en curts vídeos de moviment.
A part de l'S Voice, Samsung ha dirigit la major part de la campanya de màrqueting de l'S III a les característiques intel·ligents, que facilita una interacció persona-ordinador millorada. Aquestes caracterísques inclouen: Direct Call, la capacitat del dispositiu per reconèixer quan l'usuari vol parlar amb algú en comptes d'enviar missatges, si s'acosta el telèfon al seu cap; Social Tag, una funció que identifica i categoritza les persones en una fotografia i les comparteix amb ells; i "Pop Up Play", que permet a les aplicacions de vídeo i altres a ocupar la pantalla al mateix temps. A més a més,  l'S III pot fer servir la seva pantalla com a TV o deixar utilitzar-se com un controlador remot (AllShare Cast and Play) i compartir fotos amb persones que han estat identificades (Buddy Photo Share). Altres característiques del programari inclouen Smart Alerts, Smart Stay, i S Beam.
L'S III pot accedir i reproduir els formats multimèdia tradicionals com música, pel·lícules, programes de TV, audiobooks, i podcasts, i pot ordenar la lliberia multimèdia alfabèticament per títol de cançó, artista, àlbum, llista de reproducció, carpeta, i gènere. Una característica important del reproductor de música de l'S III és Music Square, que analitza la intensitat d'una cançó i la qualifica per estat d'ànim de manera que l'usuari pot reproduir cançons segons el seu estat emocional. Amb el llançament de l'S III, Samsung va debutar la seva aplicació de descàrrega i organitzador de música privativa anomenada "Music Hub", dissenyada per competir amb els serveis iTunes, iCloud, i iTunes Match d'Apple. El catàleg musical de Music Hub conté més de 19 milions de cançons.
L'S III fou el primer telèfon intel·ligent en donar suport el voice over LTE amb la introducció del servei HD Voice a Corea del Sud. El telèfon permet la videotrucada amb la seva càmera frontal d'1,9 MP, i amb el suport del còdec aptX, millora la connectivitat Bluetooth del dispositiu. El Texting de l'S III no destaca cap característica nova important de l'S II. El Speech-to-text és ajudat per Vlingo i l'assistent de reconeixement de veu de Google. A diferència d'altres dispositius Android, hi ha una multitud d'aplicacions de tercers d'escriure disponibles que poden complementar el teclat per defecte de l'S III.
El 18 de juny de 2012 Samsung va anunciar que  l'S III tindria una versió amb programari empresarial sota el programa Samsung Approved For Enterprise (SAFE), una iniciativa que facilita l'ús de dispositius Android privats per treballadors professionals, també conegut com a "Bring Your Own Device". La versió S III empresarial suporta encriptació AES-256 bits, VPN, funcionalitat Mobile Device Management, i Microsoft Exchange ActiveSync. Aquest sistema fou programat per a ser llançat als Estats Units el juliol de 2012. Es va estimar que la versió empresarial penetrés en el mercat dels negocis dominat per BlackBerry de Research in Motion, seguit del llançament de versions empresarials semblant al Galaxy Note, Galaxy S II i la línia Galaxy Tab de tauletes tàctils.
Hi ha disponible una versió "Edició de Desenvolupadors" de l'S III en el Portal del Desenvolupador de Samsung. Ve amb un bootloader desbloquejable per permetre a l'usuari modificar el programari del terminal.

### Maquinari i disseny

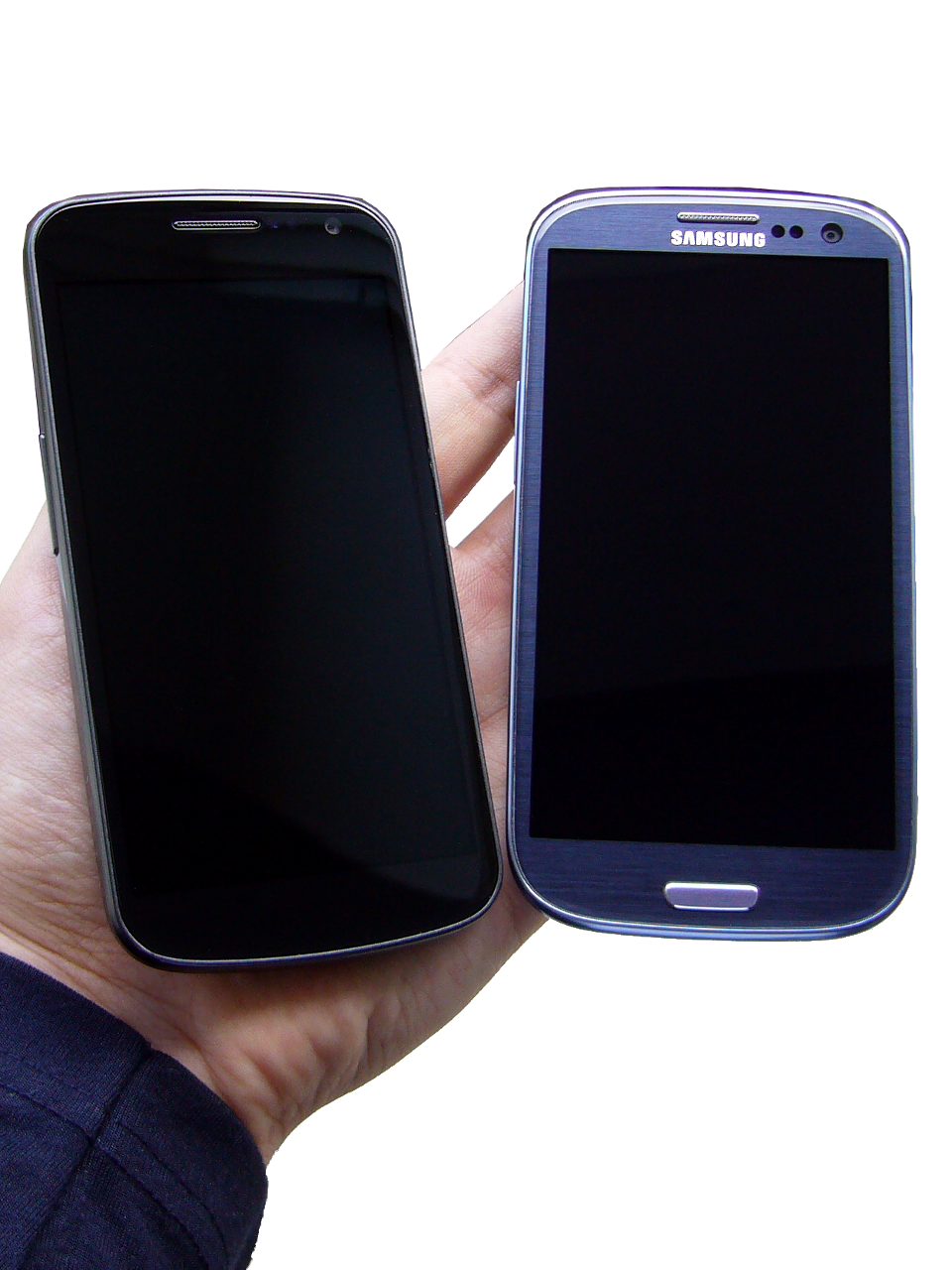
El Galaxy Nexus (esquerra) i el Galaxy S III

El Galaxy S III té un xassís de policarbonat de plàstic measurant 136,6 mm de llarg, 70,7 mm d'ample, i 8,6 mm de gruix, amb un pes de 133 g. Samsung va abandonar el disseny rectangular del Galaxy S i el Galaxy S II, i en el seu lloc va incorporar cantons arrodonits i corbats, com a reminiscència del Galaxy Nexus. El telèfon està disponible en dos colors bàsics inicials: "Marble Blanc" i "Pedra Blava"; no obstant això, es va informar que "Pedra Blava" ha sigut alterat a un color blau-gris fosc. Un model "Vermell Granat" va estar disponible exclusivament als EUA a través d'AT&T el 15 de juliol de 2012. Les versions "Safir Negre", "Titani Gris" i "Ambre Marró" també estan disponibles.
L'S III ve amb dues variacions que difereixen principalment del maquinari intern. La versió internacional de l'S III conté l'Exynos 4 Quad system on a chip (SoC) de Samsung amb una CPU de quatre nuclis ARM Cortex-A9 d'1,4 GHz i una GPU Mali-400 MP ARM. Segons Samsung, l'Exynos 4 Quad dobla el rendiment de l'Exynos 4 Dual utilitzat en  l'S II, amb un 20 percent menys d'energia. Samsung també ha alliberat diverses versions LTE 4G —el 4G facilita connexió mòbil a més velocitat comparada amb el 3G—només en països seleccionats per explotar aquesta tecnologia d'acord amb la seva infraestructura de comunicacions. La majoria d'aquestes versions utilitzen el Snapdragon S4 SoC de Qualcomm amb una CPU Krait d'1,5 GHz i una GPU Adreno 225. Les versions de Corea del Sud i Austràlia són híbrides de les versions internacionals i les de 4G.
L'S III té un màxim de 2 GB de RAM, depenent del model. El terminal ve tant amb 16 com 32 GB d'emmagatzematge intern, amb una versió de 64 GB disponible internacionalment; a més, l'emmagatzematge de microSDXC ofereix una capacitat de fins a 64 GB amb un potencial total de 128 GB. D'altra banda, s'ofereix durant dos anys 50 GB d'espai a Dropbox—un servei d'emmagatzematge en núvol— pels adquiridors del dispositiu, doblant els 25 GB d'HTC per la mateixa duració.
Les pantalles HD Super AMOLED de l'S III mesura 4,8 polzades en diagonal, convertint-se en la tercera pantalla de telèfon més gran de Samsung, només excedida per les 5,3 polzades del Galaxy Note i els 5,55 del Galaxy Note II. Amb una pantalla de 1.280×720 píxels (720p) de resolució, el píxel per polzada (PPI, una mesura d'intensitat de píxel) és relativament alt, uns 306, que estan allotjats en la retirada d'un dels tres subpíxels—vermell, verd i blau—en cada píxel per crear una pantalla PenTile matrix; en conseqüència, no comparteix el sufix "Plus" aparegut en la pantalla Super AMOLED Plus de l'S II. La pantalla utilitza un vidre resistent als danys anomenat Corning Gorilla Glass 2.

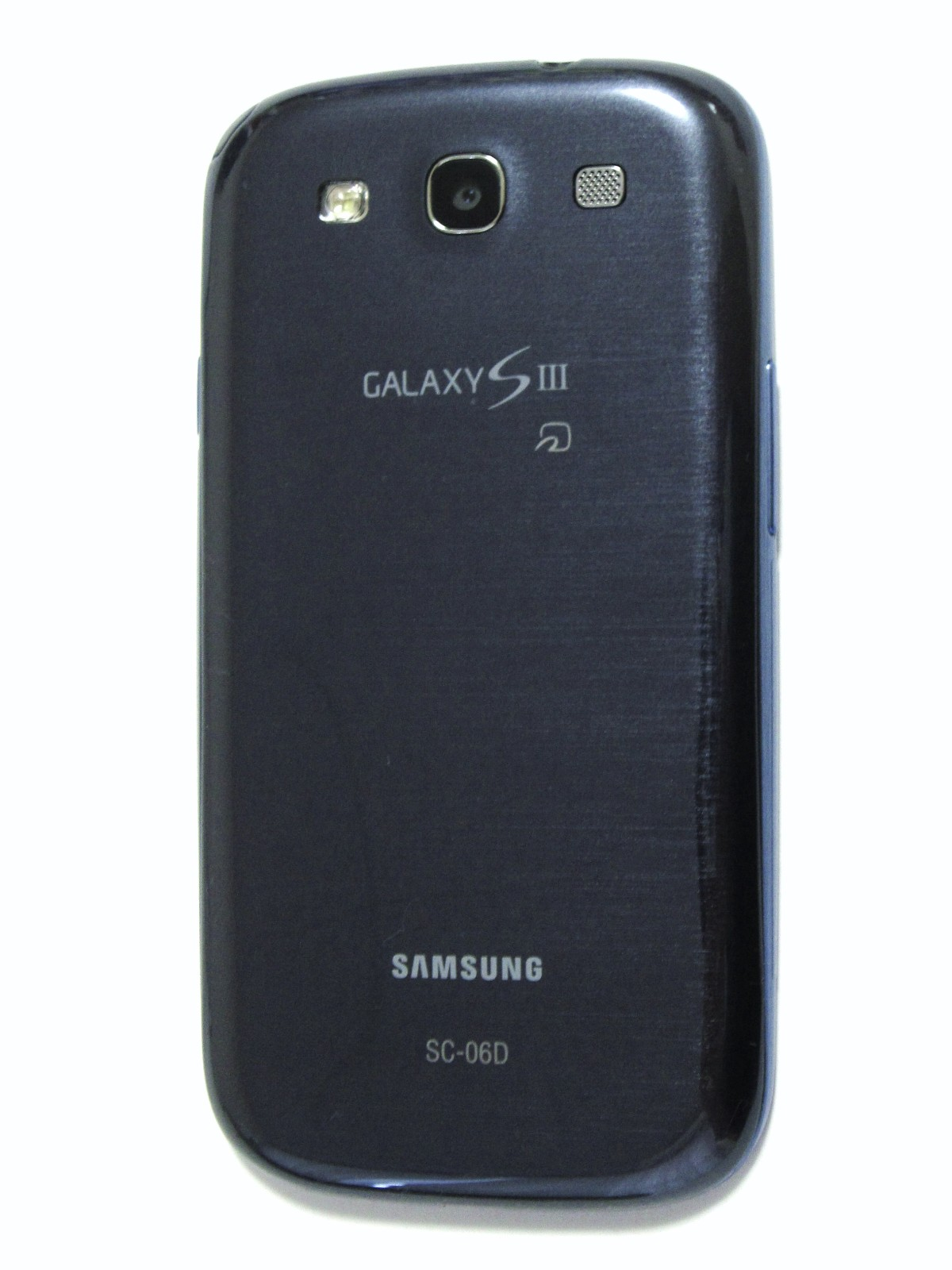
Cara posterior del model japonès de l'S III, el SC-06D

L'S III té una càmera de 8 megapíxels semblant a la del Galaxy S II. Pot prendre fotografies de 3.264×2.448 de resolució i gravar videos en 1.920×1.080 píxels (1080p) de resolució. Samsung ha millorat el programari de la càmera des del seu predecessor per incloure un retard d'obturació zero, el Burst Mode i el Best Shot, que treballen junts per realitzar nombroses fotografies ràpidament abans de seleccionar la millor fotografia. The phone can also take pictures while recording videos. La càmera davantera compta amb un sensor d'1,9 megapíxels amb capacitat de gravació de videos a 720p. El dispositiu té flaix LED i autofocus.
A més de la pantalla tàctil de 4,8 polzades,  l'S III conté diversos sistemes d'Entrada/sortida d'usuari físics, entre aquests un botó principal ubicat sota la pantalla, una tecla de volum en el costat esquerre i una altra d'encendre/bloquejar en el dret. Al capdamunt hi ha una entrada d'auricular TRRS de 3,5 mm i un dels dos micròfons en  l'S III; l'altra està situat sota el botó principal.  l'S III compta amb un port MHL que pot ser utilitzat tant com a port micro-USB On-The-Go, i per connectar el telèfon a dispositius HDMI. No obstant això, posteriorment un detallista va descobrir que Samsung havia realitzat una modificació a l'electrònica del port provocant que només es podia utilitzar un adaptador especialment produït per aquest model de l'empresa.
La bateria de 2.100 mAh d'ió liti de l'S III produeix 790 hores en standby o 11 hores de temps en trucada de 3G, comparat a les 900 hores en standby i 21 hores de temps de trucada en 2G. De manera integrada la bateria el dispositiu compta amb connectivitat de comunicació de camp proper, que permet als usuaris compartir direccions en mapes i videos de YouTube ràpidament utilitzant Wi-Fi Direct (a través d'Android Beam), i realitzar pagaments sense contacte en establiments que utilitzen la tecnologia NFC en caixes enregistradores. Per ajudar a minimitzar el consum de bateria, Samsung ha introduït el "Smart Stay", la capacitat de seguir els ulls de l'usuari i apagar el dispositiu quan l'usuari deixa de mirar-ho. La bateria pot ser carregada sense fils utilitzant un coixinet de recàrrega especial (venut per separat) que utilitza la ressonància magnètica per produir un camp magnètic a través transferint electricitat.
CNET TV va posar a prova  l'S III refredant-lo a −4 °C, situar-lo en una caixa de calor i escalfar-lo a 88 °C, i submergint-lo en aigua — l'S III va sobreviure a les tres proves. El telèfon tampoc va experimentar rascades quan es va passar repetidament una clau contra la pantalla. No obstant això, més tard l'Android Authority va realitzar una prova amb el propòsti de comparar el Samsung Galaxy S III i l'iPhone 5. La pantalla de l'S III es va fer miques en la segona part de la prova, mentre que l'iPhone va rebre només un desgast menor i petites rascades en el marc de metall compost després de tres proves.

#### Seguretat
El 19 de setembre de 2012 els investigadors de seguretat van demostrar durant el Pwn2Own, un concurs de furoneig informàtic celebrat a Amsterdam, Països Baixos, que l'S III podia ser furonejat a través del NFC, permetent als atacants descarregar totes les dades del telèfon.
En el desembre de 2012, els usuaris del dispositiu van informar de dos problemes de maquinari: Una vulnerabilitat de l'Exynos SoC que permet a aplicacions malicioses obtenir privilegis de superusuari en aquests dispositius, i un bricking espontani de la unitat aproximadament sis mesos després de l'activació. Samsung ha anat substituint les plaques base de les unitats afectades en garantia. En gener de 2013, Samsung va alliberar una actualització de firmware que corregeix ambdós errors.

#### Fiabilitat del maquinari
Fins a mitjans de 2013 hi havia hagut almenys tres incidents des que el dispositiu fou alliberat on s'ha declarat que el dispositiu ha explotat. En el 2012, un home a Dublín, Irlanda, va dir que el seu Galaxy S III va explotar dins del seu cotxe, i el febrer de 2013 un home de Corea del Sud va declarar que la bateria del seu Galaxy Note, que no estava connectada al telèfon en aquell moment, va calar foc.

#### Variants
El 16 de maig de 2012 NTT DoCoMo va anunciar que vendria un model LTE de l'S III, utilitzant un Snapdragon MSM8960 SoC de Qualcomm amb un mòdem LTE integrat. Des de febrer de 2013 NTT DoCoMo ven una variant de S IIIα (SC-03E) de NTT.
El 30 de maig de 2012 diversos operadors canadencs van anunciar que també vendrien un model LTE de l'S III amb el número de model SGH-i747 i les mateixes especificacionsque les del NTT DoCoMo. En una setmana, el 4 de juny de 2012, T-Mobile US i AT&T van anunciar que vendrien les mateixes versions de l'S III que els operadors canadencs van anunciar el 30 de maig. Verizon, Sprint, Boost Mobile, Virgin Mobile USA i U.S. Cellular vendrien una versió semblant amb suport de CDMA. Com que el disseny i el nom de Galaxy S III a l'Amèrica del Nord és conservat per la versió internacional, es va marcar la derivació de les anteriors personalitzacions de disseny i nom dels diferents operadors dels models Galaxy S anteriors.
Els models LTE de Corea del Sud comparteixen suport LTE 4G i 2 GB de RAM de les versions nord-americanes i japoneses, però amb la versió internacionaldel Samsung Exynos 4 Quad SoC, a més del mòdul i antena T-DMB; que obligava a Samsung a augmentar la gruixudesa del model a nou polzades. Una versió semblant LTE 4G de quatre nuclis de l'S III també va ser alliberat a Austràlia.
El setembre de 2012, Samsung va confirmar el llançament de la versió 4G del Galaxy S III (al llarg de les versions 4G del Galaxy Note II i Galaxy Note 10.1) als països nòrdics en el quart trimestre del 2012.
Els models GT-I9300 i GT-I9305 són fonts Miracast certificades.
El Samsung Galaxy S III Mini és un telèfon més petit que comparteix el disseny i programari de l'S III, però compta amb un maquinari intern diferent.
| Països                 | Internacional                                                      | Internacional                                                                          | Corea del Sud                                                        | Canadà, Estats Units                                               | Canadà, Estats Units                                               | Japó                                                               | Japó                                                               | Japó | Estats Units | Estats Units | Estats Units | Xina                                                               | Xina, Taiwan                                                       |                                                                    |                                                                    |
| Operadors**********    | Internacional                                                      | Internacional (LTE)                                                                    | KT, LG U+, SK Telecom                                                | Mobilicity, T-Mobile, MetroPCS, Wind, Videotron                    | AT&T, Bell, Rogers, Telus, SaskTel, Virgin                         | NTT DoCoMo                                                         | NTT DoCoMo                                                         | au | Cricket Wireless, U.S. Cellular, MetroPCS | Verizon | Sprint, Boost Mobile, Virgin Mobile USA | China Mobile                                                       | China Telecom                                                      |                                                                    |                                                                    |
| 2G                     | 850, 900, 1800, 1900 MHz GSM / GPRS / EDGE                         | 850, 900, 1800, 1900 MHz GSM / GPRS / EDGE                                             | 850, 900, 1800, 1900 MHz GSM / GPRS / EDGE                           | 850, 900, 1800, 1900 MHz GSM / GPRS / EDGE                         | 850, 900, 1800, 1900 MHz GSM / GPRS / EDGE                         | 850, 900, 1800, 1900 MHz GSM / GPRS / EDGE                         | 850, 900, 1800, 1900 MHz GSM / GPRS / EDGE                         | 850, 900, 1800, 1900 MHz GSM / GPRS / EDGE | 850, 1900 MHz CDMA | 850, 1900 MHz CDMA | 800, 850, 1900 MHz CDMA | 900, 1800, 1900 MHz GSM / GPRS / EDGE                              | 800, 1900 MHz CDMA900, 1800, 1.900 MHz GSM / GPRS / EDGE           |                                                                    |                                                                    |
| 3G                     | 850, 900, 1900, 2100 MHz UMTS / HSPA+ CDMA/EVDO Rev-A/Rev-B        | WCDMA 850, 900, 2100 MHz UMTS / HSPA+                                                  | 850, 900, 1800, 1900, 2100 MHz UMTS / HSPA+ CDMA/EVDO Rev-A/Rev-B    | 850, AWS (Band IV), 1900, 2100 MHz UMTS / HSPA+ / DC-HSPA+         | 850, 1900, 2100 MHz UMTS / HSPA+                                   | 800, 1700 (Band IX), 2100 MHz UMTS / HSPA+                         | 800, 1700 (Band IX), 2100 MHz UMTS / HSPA+                         | CDMA2000 1xEV-DO Rev-A 800 MHz, 2100 MHz | CDMA2000 1xEV-DO Rev-A | CDMA2000 1xEV-DO Rev-A | CDMA2000 1xEV-DO Rev-A | 1880, 2010 MHz TD-SCDMA                                            | CDMA2000 1xEV-DO Rev-A 2100 MHz WCDMA                              |                                                                    |                                                                    |
| 4G LTE                 | No                                                                 | GT-I9305: 800, 1800, 2600 MHz GT-I9305N: 900, 1800, 2600 MHz GT-I9305T: 1800, 2600 MHz | SHV-E210K: 900, 1800 MHz SHV-E210L: 850, 2100 MHz SHV-E210S: 800 MHz | Només model T999L: 700 (Band 17) 1700 (Band 4) MHz                 | 700 (Band 17), 1700/2100 (AWS) MHz                                 | 2100 MHz                                                           | 2100 MHz                                                           | 1500(Band 11), 800(Band 28) | 700 (Band 12), 1700/2100 (AWS) MHz | 700 (Band 13) MHz | 1900 MHz | No                                                                 | No                                                                 |                                                                    |                                                                    |
| Màxima velocitat xarxa | 21 Mbit/s HSPA+                                                    | 100 Mbit/s LTE                                                                         | 100 Mbit/s LTE                                                       | 42 Mbit/s DC-HSPA+ Només model T999L: 100 Mbit/s LTE               | 100 Mbit/s LTE                                                     | 75 Mbit/s LTE                                                      | 100 Mbit/s LTE                                                     | 75 Mbit/s LTE | 100 Mbit/s LTE | 100 Mbit/s LTE | 100 Mbit/s LTE | 2.8 Mbit/s TD HSDPA                                                | N/A                                                                |                                                                    |                                                                    |
| Receptor emissor       | FM radio                                                           | No                                                                                     | Radiodifusió multimèdia digital (T-DMB)                              | No                                                                 | No                                                                 | 1seg                                                               | 1seg                                                               | 1seg | | | |                                                                    |                                                                    |                                                                    |                                                                    |
| Dimensions             | 136,6 x 70,6 x 8,6 mm                                              | 136,6 x 70,6 x 8,6 mm                                                                  | 136,6 x 70,6 x 9,0 mm                                                | 136,6 x 70,7 x 8,6 mm                                              | 136,6 x 70,7 x 8,6 mm                                              | 137 x 71 x 9 mm                                                    | 137 x 71 x 9 mm                                                    | 139 x 71 x 9,4 mm | 136,6 x 70,7 x 8,6 mm | 136,6 x 70,7 x 8,6 mm | 136,6 x 70,7 x 8,6 mm | 136,6 x 70,7 x 8,6 mm                                              | 136,6 x 70,6 x 8,99 mm                                             |                                                                    |                                                                    |
| Pes                    | 133 g                                                              | 133 g                                                                                  | 138,5 g                                                              | 133 g                                                              | 133 g                                                              | 139 g                                                              | 139 g                                                              | 141 g | 133 g | 133 g | 133 g | 133 g                                                              | 141 g                                                              |                                                                    |                                                                    |
| Sistema operatiu       | Android 4.0.4 amb interfície gràfica d'usuari TouchWiz "Nature UX" | Android 4.1.1 amb interfície gràfica d'usuari TouchWiz "Nature UX"                     | Android 4.1.1 amb interfície gràfica d'usuari TouchWiz "Nature UX"   | Android 4.1.1 amb interfície gràfica d'usuari TouchWiz "Nature UX" | Android 4.1.1 amb interfície gràfica d'usuari TouchWiz "Nature UX" | Android 4.0.4 amb interfície gràfica d'usuari TouchWiz "Nature UX" | Android 4.1.1 amb interfície gràfica d'usuari TouchWiz "Nature UX" | Android 4.0.4 amb interfície gràfica d'usuari TouchWiz "Nature UX" (actualització OTA a 4.1.2 disponible, i es va comercialitzar posteriorment en 4.1.2) | Android 4.0.4 amb interfície gràfica d'usuari TouchWiz "Nature UX" (actualització OTA a 4.1.2 disponible, i es va comercialitzar posteriorment en 4.1.2) | Android 4.0.4 amb interfície gràfica d'usuari TouchWiz "Nature UX" (actualització OTA a 4.1.2 disponible, i es va comercialitzar posteriorment en 4.1.2) | Android 4.0.4 amb interfície gràfica d'usuari TouchWiz "Nature UX" (actualització OTA a 4.1.2 disponible, i es va comercialitzar posteriorment en 4.1.2) | Android 4.0.4 amb interfície gràfica d'usuari TouchWiz "Nature UX" | Android 4.0.4 amb interfície gràfica d'usuari TouchWiz "Nature UX" | Android 4.0.4 amb interfície gràfica d'usuari TouchWiz "Nature UX" | Android 4.0.4 amb interfície gràfica d'usuari TouchWiz "Nature UX" |
| SoC                    | Samsung Exynos 4 Quad                                              | Samsung Exynos 4 Quad                                                                  | Samsung Exynos 4 Quad                                                | Qualcomm Snapdragon S4 MSM8960                                     | Qualcomm Snapdragon S4 MSM8960                                     | Qualcomm Snapdragon S4 MSM8960                                     | Samsung Exynos 4 Quad                                              | Qualcomm Snapdragon S4 MSM8960 | Qualcomm Snapdragon S4 MSM8960 | Qualcomm Snapdragon S4 MSM8960 | Qualcomm Snapdragon S4 MSM8960 | Samsung Exynos 4 Quad                                              | Samsung Exynos 4 Quad                                              |                                                                    |                                                                    |
| CPU                    | 1,4 GHz ARM Cortex-A9 de quatre nuclis                             | 1,4 GHz ARM Cortex-A9 de quatre nuclis                                                 | 1,4 GHz ARM Cortex-A9 de quatre nuclis                               | 1,5 GHz Qualcomm Krait de doble nucli                              | 1,5 GHz Qualcomm Krait de doble nucli                              | 1,5 GHz Qualcomm Krait de doble nucli                              | 1.6 GHz ARM Cortex-A9 de quatre nuclis                             | 1,5 GHz Qualcomm Krait de doble nucli | 1,5 GHz Qualcomm Krait de doble nucli | 1,5 GHz Qualcomm Krait de doble nucli | 1,5 GHz Qualcomm Krait de doble nucli | 1,4 GHz ARM Cortex-A9 de quatre nuclis                             | 1,4 GHz ARM Cortex-A9 de quatre nuclis                             |                                                                    |                                                                    |
| GPU                    | ARM Mali-400 MP4                                                   | ARM Mali-400 MP4                                                                       | ARM Mali-400 MP4                                                     | Qualcomm Adreno 225                                                | Qualcomm Adreno 225                                                | Qualcomm Adreno 225                                                | ARM Mali-400 MP4                                                   | Qualcomm Adreno 225 | Qualcomm Adreno 225 | Qualcomm Adreno 225 | Qualcomm Adreno 225 | ARM Mali-400 MP4                                                   | ARM Mali-400 MP4                                                   |                                                                    |                                                                    |
| RAM                    | 1 GB                                                               | 2 GB                                                                                   | 2 GB                                                                 | 2 GB                                                               | 2 GB                                                               | 2 GB                                                               | 2 GB                                                               | 2 GB | 2 GB | 2 GB | 2 GB | 1 GB                                                               | 1 GB                                                               |                                                                    |                                                                    |
| Emmagatzematge         | 16/32/64 GB                                                        | 16/32 GB                                                                               | 16/32/64 GB                                                          | 16/32 GB                                                           | 16/32 GB                                                           | 32 GB                                                              | 32 GB                                                              | 32 GB | 16/32 GB | 16/32 GB | 16/32 GB | 16 GB                                                              | 16 GB                                                              |                                                                    |                                                                    |

## Accessoris
Com en molts altres telèfons intel·ligents moderns, han sorgit molts accessoris compatibles, molts d'ells no oficials però que permeten un ús avançat o una millora del maneig. Entre aquests accessoris es poden citar carcasses, bolígrafs apuntadors, objectius per a la càmera, recolzadors pel cotxe, adaptadors per a la connexió amb l'ordinador o la televisió o ampliacions de la bateria.
Entre els accessoris oficials hi ha el "Samsung Spare Battery Charging Dock", un dispositiu extern que conté una bateria de recanvi darrere de la base. Si bé aquesta base no disposa d'un carregador incorporat per al mateix telèfon, serveix com a suport per situar el S3 per veure pel·lícules mentre s'està carregant la bateria de recanvi. També hi ha el C-Pen, que resulta ser una mica més gruixut que l'S-Pen que ve amb el Galaxy Note, ja que el C-Pen no s'encaixa dins de la carcassa del telèfon. Samsung també va anunciar el S-Pebble, un reproductor mp3 extern.

## Rebuda

### Rebuda comercial
D'acord amb un portaveu oficial de Samsung anònim que va parlar amb Korea Economic Daily,  l'S III va rebre més de 9 milions de reserves de 100 operadors durant dues setmanes següents a l'anunci de Londres, convertint-se en el gadget més ràpidament venut de la història. En comparació, l'iPhone 4S va rebre 4 milions de reserves abans del seu llançament, mentre que l'anterior telèfon insígnia de Samsung,  l'S II, va vendre 10 milions de dispositius en els primers cinc mesos. En un mes després de l'anunci a Londres, el lloc web de subhastes i compres eBay va observar un augment del 119 percent en les vendes de telèfons Android de segona mà. Segons un portaveu d'eBay, fou "el primer cop que quelcom que no sigui un producte d'Apple ha provocat un frenesí de vendes."
L'S III va ser alliberat en 28 països a Europa i Orient Mitjà en el 29 de maig de 2012. Per mostrar el dispositiu insígnia, Samsung després es va embarcar en una gira global d'un mes sobre  l'S III en nou ciutats, incloent-hi Sydney, Nova Delhi, i ciutats de la Xina, el Japó, Corea del Sud i els Estats Units.
L'S III va ajudar a Samsung a consolidar la seva quota de mercat en diversos països incloent Índia, on Samsung va estinar capturar el 60 percent del mercat de telèfons intel·ligents del país, millorant en el seu 46 percent anterior. En un mes des del llançament, Samsung tenia el 60 percent de la quota de mercat a França, mentre que l'empresa controlava sobre el 50 percent els mercats de smartphones a Alemanya i Itàlia. En un període semblant  l'S III va ajudar a augmentar la quota de mercat de Samsung al Regne Unit en el 40 percent, erosionant del 25 percent de l'iPhone 4S al 20 percent. Es va programar que  l'S III fos llançat a l'Amèrica del Nord el 20 de juny de 2012, però a causa de l'alta demanda, alguns operadors estatunidencs i canadencs van retardar el llançament diversos dies, mentre que altres operadors van limitar el mercat al llançament. L'esdeveniment de llançament de l'S III estatunidenc va tenir lloc a la ciutat de Nova York, acollit per l'actriu Ashley Greene de la saga cinematogràfica Crepuscle i amb l'assistència per dubstep l'artista Skrillex, en el Skylight Studios.
Samsung va estimar que a finals de juliol de 2012,  l'S III seria llançat per 296 operadors en 145 països, venent-se més de 10 milions de dispositius. Shin Jong-kyun, president del sector de comunicacions mòbils de Samsung, va anunciar el 22 de juliol que les vendes van excedir els 10 milions. Segons l'assessorament de l'empresa de serveis financers UBS, Samsung va vendre 5–6 milions d'unitats en el segon trimestre de 2012 i vendria 10–12 milions per trimestre fins en acabar l'any. Una predicció més agresiva aquest cop realitzada pel grup banquer de París BNP Paribas va declarar que es vendrien 15 milions d'unitats fins al tercer trimestre de 2012, mentre que l'empresa assessoria financera japonesa Nomura va preveure que per aquest trimestre s'arribaria als 18 milions. Però es va preveure també que en cacabar l'any,  l'S III arribaria alss 40 milions d'unitats venudes. Per satisfer la demanda, Samsung va contractar 75.000 treballadors, en la seva fàbrica de Corea del Sud, i en el seu màxim de capacitat es va arribar a la xifra de 5 milions de smartphones per mes produïts.
Un defecte de fabricació va resultar que una gran porció dels dispositius comptessin amb irregularitats amb el procés "hyper-glazing". Aquest error va causar un nombre no desitjat de cobertes externes blaves i resultant en una disposició de fins a 600.000 cobertes de plàstic i una escassetat del model blau. El problema fou posteriorment solucionat; no obstant això, Reuters va estimar que l'escassetat va causar a Samsung un cost de dos milions de pèrdues de vendes de S III durant el primer mes de llançament.
El 6 de setembre de 2012, Samsung va revelar que les vendes de l'S III havien arribat als 20 milions en 100 dies, convertint-se en tres i sis vegades més ràpidament venut que el Galaxy S II i el Galaxy S, respectivament. Europa va comptar en 25 percent d'aquesta suma en 6 milions d'unitats, seguit per Àsia (4,5 milions) i els EUA (4 milions); les vendes de Corea del Sud, el mercat domèstic de l'S III, van arribar als 2,5 milions. En el mateix temps de l'anunci de Samsung, les vendes de l'S III van superar les de l'iPhone 4S en els EUA.
En el tercer trimestre de 2012, es van vendre més de 18 milions de S III, convertint-se en el telèfon intel·ligent més popular fins llavors, per davant de l'iPhone 4S en 16,2 milions. Els analistes van deduir que la caiguda de les vendes de l'iPhone havia de ser a causa de l'anticipació dels clients cap a l'iPhone 5.

### Rebuda crítica

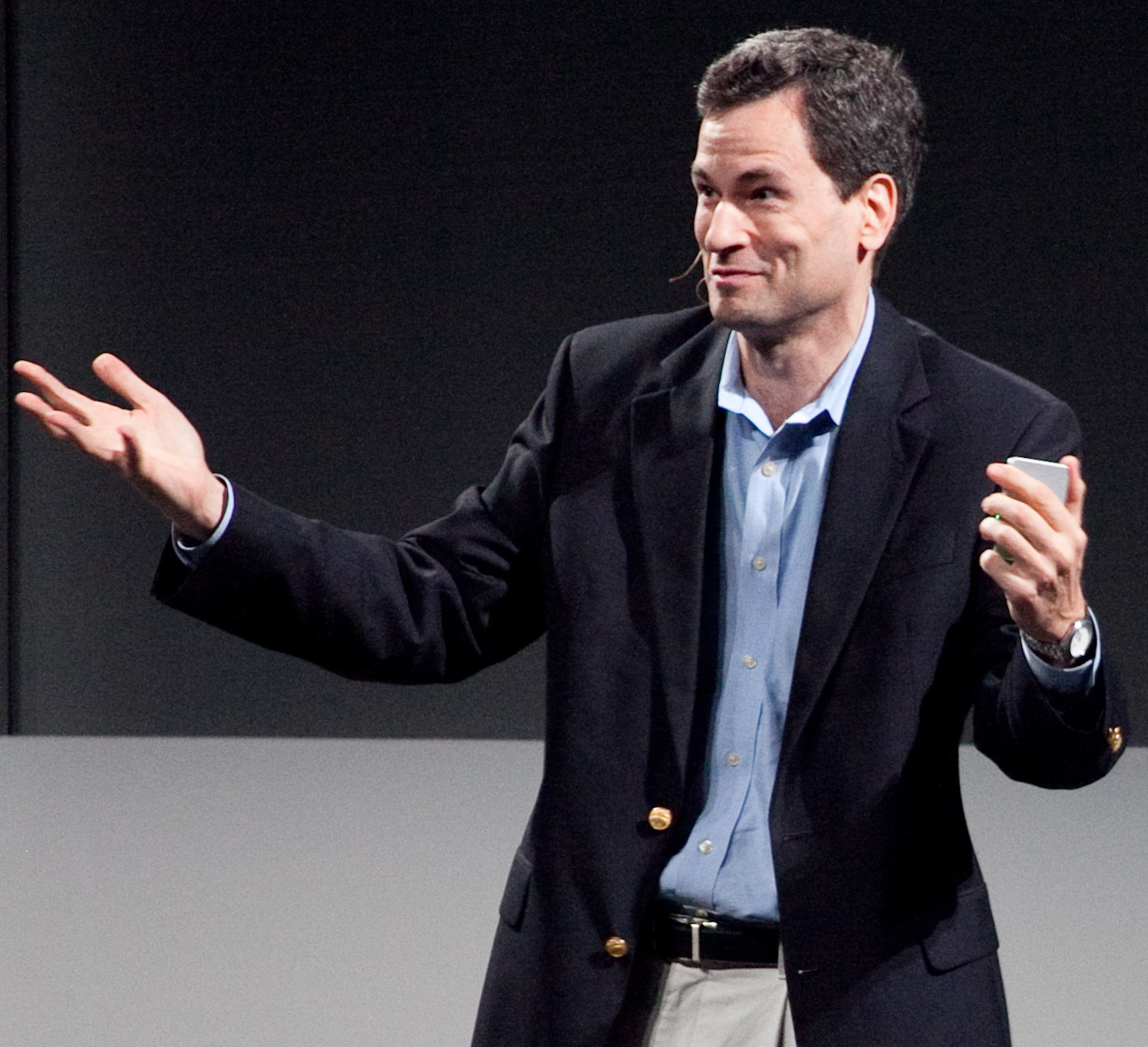
El comentarista de tecnologia David Pogue va declarar que el telèfon és "la crème de l'Android", lloant la mida de la pantalla, el disseny i la personalització, encara que va observar una falta d'integració amb el "ecosistema" d'entreteniment.

La rebuda del Galaxy S III ha sigut particularment positiva. Els crítics van observar la gran quantitat de característiques del dispositiu, com l'aplicació S Voice, la pantalla, la velocitat de processament, i les dimensions com a punts destacats per fer front als seus competidors, com l'iPhone 4S d'Apple i el HTC One X. Vlad Savov del lloc web The Verge el va declarar com un "triomf tecnològic", mentre que Natasha Lomas de CNET UK va lloar el dispositiu com a "prim i lleuger gairebé impossible i un motor de quatre nuclis", anomenant-lo el "Ferrari dels telèfons Android", un sentiment afirmat ("un príncep entre els telèfons Android") per Dave Oliver de Wired UK i ("rei de l'Android") per Esat Dedezade de la revista Stuff. Gareth Beavis de TechRadar va observar que  l'S III és "tot sobre rapidesa, intel·ligent i més minimalista que els anteriors dispositius mentre es manté la llista d'especificacions en el capdavant de la tecnologia." Matt Warman de The Daily Telegraph va dir, "En estar durant una estona amb el S3, confesso que és digne per succeir al S2 globalment popular".
En el llançament, un seguit de crítics i publicacions van declarar que  l'S III, és el telèfon insígnia de Samsung en el 2012, com un "iPhone killer", donant resposta al producte favorit d'Apple. L'empresa deu l'ús del sistema operatiu Android—el principal rival de l'iOS d'Apple—com també el disseny i característiques de l'iPhone 4S com el Smart Stay, una pantalla gran, un proccessador de quatre nuclis, la personalitació de l'Android, i una multitud d'opcions de connectivitat.
```
l'S III fou el primer telèfon Android a tenir un preu de llançament més alt que l'iPhone 4S quan el producte d'Apple va ser alliberat en el 2011.
[
151
]
 Amb  l'S III, Tim Weber, editor de negocis de la 
BBC
, va observar que, "Amb el nou Galaxy S3, ells [Samsung] han sabut gestionar el front en el camp dels telèfons intel·ligents, a pesar del poderós Apple."
[
125
]
```

En canvi, els analistes van opinar que el disseny i aparença del telèfon, anomenant-lo petxina de policarbonat "barat" i de tenir un "tacte relliscós".  l'S Voice fou descrit com a "no optimitzat" i "més rígid que Siri" amb la seva pobra precisió de reconeixement de la parla, ja que per moments no respon. Un altre problema d'ús va ser un malfuncionament del micròfon que va resultar en dificultats de comunicacions durant una trucada. Els analistes van observar canvis abruptes en l'autoajust de la brillantor de la pantalla, que tendeix a il·luminar poc la pantalla; no obstant això, té dues vegades la vida de la bateria comparant-la amb el dispositiu de HTC, aconseguit en part a través de la pantalla en fosc. Altres citen les nombres aplicacions preinstal·lades que sembla que  l'S III sigui "inflat".
A finals de setembre de 2012, TechRadar el va descriure com el dispositiu Núm. 1 en la seva llista constantment actualitzada dels 20 millors telèfons mòbils; La revista Stuff també el va situar al Núm. 1 en la seva llista dels 10 millors telèfons intel·ligents el maig de 2012. El Galaxy S III va guanyar un premi de l'European Imaging and Sound Association sota la categoria de "Telèfon Mòbil Europeu" de 2012–2013. En el 2012, el Galaxy S III de Samsung va guanyar el premi "Telèfon de l'Any" de T3, superant a l'iPhone 4S, el Nokia Lumia 900, el Sony Xperia S i altres i fou votat com el Telèfon de l'Any pels internautes del lloc web de tecnologia S21. En el febrer de 2013, el Galaxy S III va guanyar el premir com el "Millor Smartphone" del GSMA al Mobile World Congress.

## Litigi
El 5 de juny de 2012, Apple va presentar mesures preliminars en el United States District Court for the Northern District of California contra Samsung Electronics, al·legant que el Galaxy S III havia violat almenys dues de les patents de l'empresa. Apple va sol·licitar que la cort inclogués el telèfon en la seva batalla legal contra Samsung (vegeu Apple Inc. v. Samsung Electronics Co., Ltd.), i la prohibició de les vendes de l'S III abans del llançament programat del 21 de juny de 2012 als Estats Units. Apple va al·legar que les insfraccions ocasionarien una "causa immediata i uns danys irreparables" al seu interès comercial. Samsung va respondre declarant que "vigorosament s'oposa a la sol·licitació i demostra a la cort que el Galaxy S3 [Sic] és innovatiu i distintiu", i va assegurar al públic que el 21 de juny el llançament es produiria com estava programat. L'11 de juny, el judge Lucy Koh va declarar que les al·legacions d'Apple sobrecarreguen la seva feina programada, ja que també ha de supervisar el judici d'altres dispositius de Samsung; conseqüentment, Apple va perdre en bloquejar el 21 de juny el llançament de l'S III.
A mitjans de juliol de 2012, Samsung va retirar la característica de cerques universal en els telèfons Galaxy S III Sprint i AT&T amb actualitzacions de programari over-the-air (OTA) per deshabilitar la funció de cerca local com a "mesura de precaució" abans de l'assaig de patent en la cort amb Apple, que va començar el 30 de juliol de 2012. Encara que Apple va guanyar l'assaig,  l'S III va experimentar un màxim de vendes a causa de la creença del públic que el telèfon es prohibiria. El 31 d'agost de 2012, Apple va demanar a la mateixa cort federal d'afegir el Galaxy S III en la seva queixa existent, donant creure que el dispositiu havia violat les patents; Samsung va respondre declarant: "Apple continua utilitzant el recurs de la litigació en la competició de mercats en un esforç per limitar la tria pel consumidor."
L'11 d'octubre de 2012 Samsung va revelar el Galaxy S III Mini, un telèfon intel·ligent de 4 polzades amb menor especificacions comparat amb  l'S III.